# 新大新百货

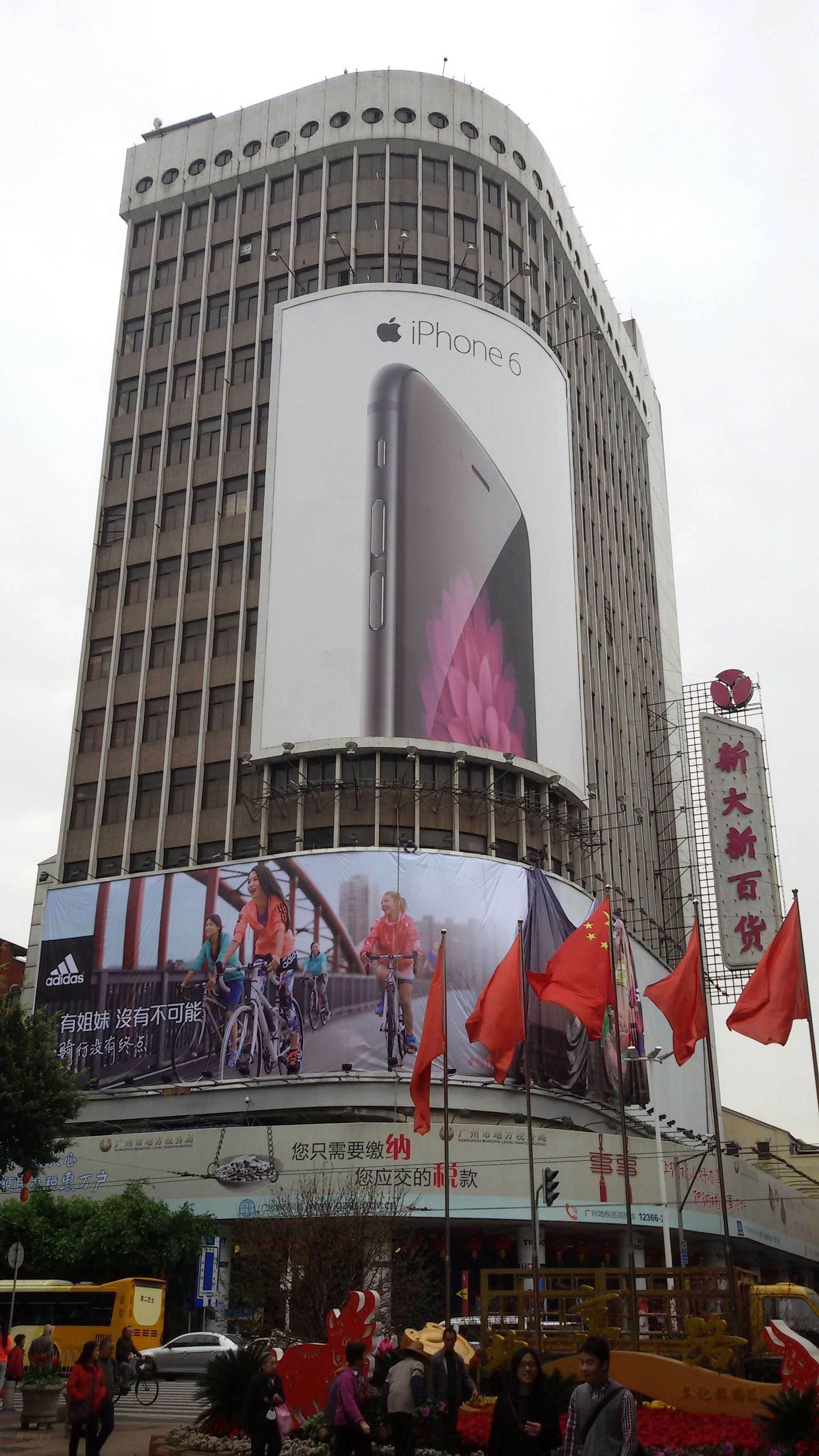
新大新百貨在中山五路的總店

广州市新大新有限公司是中国广州市一间大型百货公司，現已屬廣百公司旗下品牌。其总店位于中山五路4号，原址是创办于1917年的大新公司，先后易名为惠爱百货商店、中山五路百货商店，为北京路商圈最大规模的百货公司之一，是广州市原址经营百货历史最悠久的老字号百货，也是广州市较大规模的百货零售企业之一。

## 历史
1914年（民國3年），澳洲華僑蔡興、蔡昌在惠愛街（中山五路）與雙門底（北京路）十字街口興建了「城內大新公司」（現新大新），英文是「The Sun Co., Ltd.」。
1918年，再在西堤創立「城外大新公司」，這是南方大厦的原名。大新百货公司命名有“大展新猷”的意思，而英文名“大新”则是“The Sun”的粤语谐音。
中华人民共和国成立后，大新公司房产被当局“充公”，1951年6月被改为广州市百货公司第五门市部，是广州首间国营百货零售企业，及后再将原有的五层高房屋清拆，重建为十六层高大厦。
1989年改名“新大新”。
2009年9月24日，广百股份用1.84亿元人民币收购了广百集团所持新大新公司的99%股权，获得经营管理权。广百当时声称将继续保留新大新牌号，两个品牌错位经营，但北京路总店的新大新公司商标已被改成新大新百货。

## 分店
- 北京路总店：中山五路4号。
- 东山广场店：先烈中路63号东山广场裙楼1-4层，1997年初开业。
- 荔湾商厦店：荔湾路100号，2004年1月开业，接管原华夏康隆百货有限公司业务。
- 番禺易发店：番禺区大北路易发商业中心1-3层，2005年11月26日开业。
- 三水广场点：佛山市三水区西南街道张边路9号三水广场。